# プラスワン (宝塚歌劇)
ショー・ミュージカル『プラスワン』は、宝塚歌劇団のミュージカル作品。副題は「ある3つの物語」。星組公演。24場。併演は宝塚が『祝いまんだら』、東京が『春のおどり』。

## 解説
『ピノキオ』『シンデレラ』『西遊記』の3つを童話を題材として、それぞれの主人公がなかった「心」「時間」「愛」をプラスワンする(加える)ことにより、ドラマを違ったものに変化していくかを描いたメルヘンタッチなレビュー作品。宝塚70周年記念幕開け(お正月)公演(宝塚大劇場)。
東京では一部、下記のように脚本の構成を変更している。
変更点
- 第5場 - 9場　ワン・アワー(A) - (E)
- 第11場 - 15場　ワン・ラブ(A) - (D)
- 第17場 - 20場　ワン・ハート(A) - (D)

## 公演期間と公演場所
- 1984年1月1日 - 2月7日[1]（新人公演は1月27日[4]）　宝塚大劇場
- 1984年4月5日 - 4月30日[2]（新人公演は4月18日[4]）　東京宝塚劇場

## 主な配役
役名の後ろに「宝塚」「東京」の文字がなければ両劇場共通。
本公演
- ピノキオ、シンディオ、ゴクートIII - 峰さを理
- シベール - 湖条れいか
- プリンセス・マイリン - 南風まい
- ピティ、ホースティー - 山城はるか
- トーシン、4代目チョハッキー - 日向薫
- サゴジョークJr - 紫苑ゆう
- ページ - 毬藻えり
- ポストマン - 葉山三千子
- ゼベット - 新城まゆみ
- アルレッキーノ - 萬あきら

新人公演
- プラスワンシンガーS、シンディオ、ゴクート - 紫苑ゆう
- シベール - 毬藻えり
- プリンセス - 洲悠花
- ピティー、ホースティー - 三城礼
- ポストマン - 久留実純
- ページ、リリー（東京） - 麻木瑞穂
- ピノキオ、チョハッキー - あづみれいか
- ゼベット - 加茂川志ぶき
- コロディー - 燁明
- イッヒ、アリローロ（東京） - 渡はや
- ザンゾーホーリー、トゥルティーナ（東京） - 花愛望都
- ザゴジョーク - 隼れん
- プルチネッラ（東京） - 福寿ゆき

## 主な楽曲
- プラスワン
- 愛の道
- 闇から光へ
- 夢物語

（作詞：草野旦 作曲：寺田瀧雄）
- スプーン一杯の幸福

（作詞 ： 　作曲：寺田瀧雄）
- レディー・ドリーマー

（作詞 ： 　作曲：高橋城）
- グラン・パ・ド・ドウ

（作曲：高橋城）
- 夢販売人の歌

（作詞：草野旦 作曲：宮川晶）
- 涙

（作詞 ： 　作曲：宮川晶）
❈不明は、空白。

### 主な放送
- プラスワン－ある3つの夢物語－(’84年星組・宝塚) タカラヅカスカイステージ(TAKARAZUKA SKY STAGE)

## スタッフ
東京以外の出典はすべて80年史の304ページ。人名の後ろに「宝塚」「東京」の文字がなければ両劇場共通。
- 作・演出 - 草野旦
- 作曲・編曲 - 寺田瀧雄・高橋城・宮川晶
- 音楽指揮 - 橋本和明（宝塚）、北沢達雄（東京[2]）
- 振付 - 喜多弘・羽山紀代美・謝珠栄・花柳錦之輔
- 装置 - 大橋泰弘
- 衣装 - 任田幾英
- ヘアデザイン - 和田好弘
- 照明 - 今井直次
- 小道具 - 万波一重
- 効果 - 吉田雄二
- 音響監督 - 松永浩志
- 演出助手 - 正塚晴彦・中村暁・石田昌也
- 制作 - 久国高
- 演奏 - 宝塚管弦楽団
- 製作担当 - 横山美次（東京[2]）
- 企画・制作 - 宝塚歌劇団
- 衣装生地提供 - クラレ